# Koh-Lanta: Malasia
Koh-Lanta: Malasia fue un reality show francés, esta es la 12.da temporada del reality show francés Koh-Lanta, transmitido por TF1 y producido por Adventure Line Productions. Fue conducido por Denis Brogniart y se estrenó el 2 de noviembre de 2012 y finalizó el 1 de febrero de 2013. Esta temporada fue grabado en Malasia, específicamente en el archipiélago de Seribuat y contó con 20 participantes. Ugo Latriche es quien ganó esta temporada y así obtuvo como premio € 100.000.

## Reglas e Innovaciones
- Esta temporada tuvo a 20 participantes divididos en 2 tribus el Mawar y Sungai, cada tribu integrada por 8 participantes, los 4 restantes comenzaron el juego sin un equipo, por lo tanto vivirán en la isla prohibida, hasta que puedan a incorporar una de las tribus.

- Las innovaciones introducidas durante la temporada 11, es decir, el voto negro y el collar de inmunidad, se renuevan. Al igual que en la venganza de los héroes, los participantes se ven privados de arroz. Sin embargo, en la primera competencia por equipos hubo una excepción.

- Por primera vez en una temporada de Koh-Lanta, la final tuvo a 5 finalistas.

## Equipo del programa
- Presentadores: Denis Brogniart lidera las competencias por equipos y los consejos de eliminación.

## Participantes
| Participante                                  | Edad | Tribu Original | Tribu después de Bannie | Tribu Mezclada | Tribu Definitiva            | Resultado Final              |
| --------------------------------------------- | ---- | -------------- | ----------------------- | -------------- | --------------------------- | ---------------------------- |
| Ugo Latriche Cetrería.                        | 30   | Sungaï         | Sungaï                  | Sungaï         | Unificada                   | Ganador de Koh-Lanta         |
| Brice Martinet Modelo.                        | 30   | Sungaï         | Sungaï                  | Sungaï         | Unificada                   | 2.° lugar de Koh-Lanta       |
| Vanessa Alvarez Agricultora.                  | 37   | Sungaï         | Sungaï                  | Sungaï         | Unificada                   | 18.vo Eliminado de Koh-Lanta |
| Philippe Bizet Reciclador.                    | 41   | Bannie         | Sungaï                  | Sungaï         | Unificada                   | 17.mo Eliminado de Koh-Lanta |
| Bernard Deniaud Jubilado.                     | 60   | Bannie         | Mawar                   | Mawar          | Unificada                   | 16.to Eliminado de Koh-Lanta |
| Myriam Modde Farmacéutica.                    | 34   | Mawar          | Mawar                   | Mawar          | Unificada                   | 15.ta Eliminada de Koh-Lanta |
| Thierry Villette Hipnotizador.                | 40   | Mawar          | Mawar                   | Mawar          | Unificada                   | 14.to Eliminado de Koh-Lanta |
| Charles Clément Estudiante de Arquitectura.   | 20   | Sungaï         | Sungaï                  | Sungaï         | Unificada                   | Abandona. Por lesión         |
| Camille Sold Estudiante de Ed. física.        | 18   | Sungaï         | Sungaï                  | Sungaï         | Unificada                   | 12.da Eliminada de Koh-Lanta |
| Catherine Perez Comerciante.                  | 41   | Sungaï         | Sungaï                  | Sungaï         | Unificada                   | 11.ra Eliminada de Koh-Lanta |
| Marylou Sidibé Auxiliar de vuelo.             | 22   | Mawar          | Mawar                   | Mawar          | Unificada                   | 10.ma Eliminada de Koh-Lanta |
| Namadia Thaï Thaï Conductor de entrega.       | 28   | Mawar          | Mawar                   | Mawar          | Unificada                   | 9.no Eliminado de Koh-Lanta  |
| Javier Rodriguez Pintor.                      | 39   | Sungaï         | Sungaï                  | Sungaï         | Unificada                   | 8.vo Eliminado de Koh-Lanta  |
| Anthony Dito Fontanero.                       | 24   | Mawar          | Mawar                   | Mawar          |                             | 7.mo Eliminado de Koh-Lanta  |
| Marie Parmentier Directora de un restaurante. | 23   | Sungaï         | Sungaï                  | Sungaï         | 6.ta Eliminada de Koh-Lanta |                              |
| Élodie Sadeler Ama de casa.                   | 36   | Bannie         | Sungaï                  | Mawar          | 5.ta Eliminada de Koh-Lanta |                              |
| Nadine De Carpentry Cirujana.                 | 57   | Bannie         | Mawar                   | Mawar          | 4.ta Eliminada de Koh-Lanta |                              |
| Sara Tallon Gerente de un club de fitness.    | 42   | Mawar          | Mawar                   |                | Abandona Por lesión         |                              |
| Mickaël Kalfallah Taxista.                    | 57   | Mawar          | Mawar                   |                | 2.do Eliminado de Koh-Lanta |                              |
| Mélanie Boimare Panadera.                     | 30   | Mawar          |                         |                | 1.ra Eliminada de Koh-Lanta |                              |

## Desarrollo

### Competencias
| Episodio | Emisión                 | Bienestar             | Inmunidad        | Eliminado           | Salida |
| -------- | ----------------------- | --------------------- | ---------------- | ------------------- | ------ |
| 1        | 2 de noviembre de 2012  | Mawar                 | Sungaï           | Mélanie             | Día 3  |
| 2        | 9 de noviembre de 2012  | Sungaï                | Sungaï           | Mickaël             | Día 6  |
| 3        | 16 de noviembre de 2012 | Sungaï                | Mawar            | Élodie              | Día 9  |
| 4        | 23 de noviembre de 2012 | Sungaï                | Sungaï           | Nadine              | Día 12 |
| 5        | 30 de noviembre de 2012 |                       | Sungaï           | Élodie              | Día 15 |
| 6        | 7 de diciembre de 2012  | Sungaï                | Mawar            | Marie               | Día 18 |
| 7        | 14 de diciembre de 2012 | Sungaï                | Philippe         | Javier              | Día 21 |
| 8        | 21 de diciembre de 2012 | Vanessa / Marylou     | Philippe         | Namadia             | Día 25 |
| 9        | 28 de diciembre de 2012 | Marylou               | Charles          | Marylou             | Día 28 |
| 10       | 4 de enero de 2013      | Brice                 | Brice / Philippe | Catherine / Camille | Día 31 |
| 11       | 11 de enero de 2013     | Ugo                   | Philippe         | Thierry             | Día 34 |
| 12       | 18 de enero de 2013     | Philippe              | Bernard          | Thierry             | Día 37 |
| 13       | 25 de enero de 2013     | Ugo                   | Ugo              | Myriam              | Día 39 |
| Episodio | Emisión                 | Mensajes de prueba    | Consejo final    | Ganador             | Salida |
| 14       | 1 de febrero de 2013    | Vanessa / Brice / Ugo | Ugo              | Ugo                 | Día 42 |

### Jurado Final
| Participante | Puesto      | Vota por |
| ------------ | ----------- | -------- |
| Javier       | 1° Miembro  | Ugo      |
| Namadia      | 2° Miembro  | Ugo      |
| Marylou      | 3° Miembro  | Ugo      |
| Catherine    | 4° Miembro  | Ugo      |
| Camille      | 5° Miembro  | Ugo      |
| Charles      | 6° Miembro  | Ugo      |
| Thierry      | 7° Miembro  | Ugo      |
| Myriam       | 8° Miembro  | Ugo      |
| Bernard      | 9° Miembro  | Ugo      |
| Philippe     | 10° Miembro | Ugo      |
| Vanessa      | 11° Miembro | Brice    |

## Estadísticas semanales
| Participante | Episodio  | Episodio  | Episodio  | Episodio  | Episodio  | Episodio  | Episodio     | Episodio     | Episodio     | Episodio     | Episodio     | Episodio     | Episodio     | Episodio     |
| Participante | Equipos   | Equipos   | Equipos   | Equipos   | Equipos   | Equipos   | Individuales | Individuales | Individuales | Individuales | Individuales | Individuales | Individuales | Individuales |
| Participante | 1         | 2         | 3         | 4         | 5         | 6         | 7            | 8            | 9            | 10           | 11           | 12           | 13           | Final        |
| ------------ | --------- | --------- | --------- | --------- | --------- | --------- | ------------ | ------------ | ------------ | ------------ | ------------ | ------------ | ------------ | ------------ |
| Ugo          | Gana      | Gana      | Salvado   | Gana      | Gana      | Salvado   | Salvado      | Salvado      | Salvado      | Salvado      | Salvado      | Salvado      | Inmune       | Ganador      |
| Brice        | Gana      | Gana      | Salvado   | Gana      | Gana      | Salvado   | Salvado      | Salvado      | Salvado      | Inmune       | Salvado      | Salvado      | Salvado      | 2.º Lugar    |
| Vanessa      | Gana      | Gana      | Salvada   | Gana      | Gana      | Salvada   | Salvada      | Salvada      | Salvada      | Salvada      | Salvada      | Salvada      | Salvada      | Eliminada    |
| Philippe     |           | Ingresa   | Salvado   | Gana      | Gana      | Salvado   | Inmune       | Inmune       | Salvado      | Inmune       | Inmune       | Salvado      | Salvado      | Eliminado    |
| Bernard      |           | Ingresa   | Gana      | Salvado   | Salvado   | Gana      | Salvado      | Salvado      | Salvado      | Salvado      | Salvado      | Inmune       | Salvado      | Eliminado    |
| Myriam       | Salvada   | Salvada   | Gana      | Salvada   | Salvada   | Gana      | Salvada      | Salvada      | Salvada      | Salvada      | Salvada      | Salvada      | Eliminada    |              |
| Thierry      | Salvado   | Salvado   | Gana      | Salvado   | Salvado   | Gana      | Salvado      | Salvado      | Salvado      | Salvado      | Eliminado    | Eliminado    |              |              |
| Charles      | Gana      | Gana      | Salvado   | Gana      | Gana      | Salvado   | Salvado      | Salvado      | Inmune       | Salvado      | Salvado      | Abandona     |              |              |
| Camille      | Gana      | Gana      | Salvada   | Gana      | Gana      | Salvada   | Salvada      | Salvada      | Salvada      | Eliminada    |              |              |              |              |
| Catherine    | Gana      | Gana      | Salvada   | Gana      | Gana      | Salvada   | Salvada      | Salvada      | Salvada      | Eliminada    |              |              |              |              |
| Marylou      | Salvada   | Salvada   | Gana      | Salvada   | Salvada   | Gana      | Salvada      | Salvada      | Eliminada    |              |              |              |              |              |
| Namadia      | Salvado   | Salvado   | Gana      | Salvado   | Salvado   | Gana      | Salvado      | Eliminado    |              |              |              |              |              |              |
| Javier       | Gana      | Gana      | Salvado   | Gana      | Gana      | Salvado   | Eliminado    |              |              |              |              |              |              |              |
| Anthony      | Salvado   | Salvado   | Gana      | Salvado   | Salvado   | Gana      | Eliminado    |              |              |              |              |              |              |              |
| Marie        | Gana      | Gana      | Salvada   | Gana      | Gana      | Eliminada |              |              |              |              |              |              |              |              |
| Élodie       |           | Ingresa   | Eliminada | Reingresa | Eliminada |           |              |              |              |              |              |              |              |              |
| Nadine       |           | Ingresa   | Gana      | Eliminada |           |           |              |              |              |              |              |              |              |              |
| Sara         | Salvada   | Salvada   | Gana      | Abandona  |           |           |              |              |              |              |              |              |              |              |
| Mickaël      | Salvado   | Eliminado |           |           |           |           |              |              |              |              |              |              |              |              |
| Mélanie      | Eliminada |           |           |           |           |           |              |              |              |              |              |              |              |              |

Competencia en equipos (Días 1-20)
     El participante pierde junto a su equipo pero no es eliminado.
     El participante pierde junto a su equipo y posteriormente es eliminado.
     El participante gana junto a su equipo y continua en competencia.
     El participante es eliminado, pero vuelve a ingresar.
     El participante abandona la competencia.
     El participante ingresa en el 4° Día a la competencia.
     El participante es eliminado, pero vuelve a ingresar.
     El participante pierde el reto de eliminación y es eliminado.
     El participante pierde el duelo contra el embajador de la tribu contraria y es eliminado.
     El participante vuelve a ingresar, pero es eliminado.
Competencia individual (Días 21-42)
     Ganador de Koh Lanta.
     2°.Lugar de Koh Lanta.
     El participante gana la competencia y queda inmune.
     El participante pierde la competencia, pero no es eliminado.
     El participante es eliminado de la competencia.

## Audiencia
| Episodio   | Fecha de emisión          | Espectadores | Horario       |
| ---------- | ------------------------- | ------------ | ------------- |
| 1          | «2 de noviembre de 2012»  | 7.181.000    | 20:50 - 23:25 |
| 2          | «9 de noviembre de 2012»  | 6.900.000    | 20:50 - 23:15 |
| 3          | «16 de noviembre de 2012» | 7.267.000    | 20:50 - 23:05 |
| 4          | «23 de noviembre de 2012» | 7.108.000    | 20:50 - 23:10 |
| 5          | «30 de noviembre de 2012» | 7.080.000    | 20:50 - 23:45 |
| 6          | «7 de diciembre de 2012»  | 7.040.000    | 20:50 - 23:55 |
| 7          | «14 de diciembre de 2012» | 6.931.000    | 20:50 - 23:15 |
| 8          | «21 de diciembre de 2012» | 6.852.000    | 20:50 - 23:40 |
| 9          | «28 de diciembre de 2012» | 6.648.000    | 20:50 - 23:45 |
| 10         | «4 de diciembre de 2013»  | 7.140.000    | 20:50 - 23:45 |
| 11         | «11 de enero de 2013»     | 7.128.000    | 20:50 - 23:25 |
| 12         | «18 de enero de 2013»     | 7.342.000    | 20:50 - 23:40 |
| 13         | «25 de enero de 2013»     | 7.204.000    | 20:50 - 23:40 |
| 14 (Final) | «1 de febrero de 2013»    | 7.556.000    | 20:50 - 00:05 |